# Astroblepus taczanowskii
Astroblepus taczanowskii är en fiskart som först beskrevs av Boulenger, 1890.  Astroblepus taczanowskii ingår i släktet Astroblepus och familjen Astroblepidae. Inga underarter finns listade.